# Atarba procericornis
Atarba procericornis är en tvåvingeart som beskrevs av Alexander 1944. Atarba procericornis ingår i släktet Atarba och familjen småharkrankar.
Artens utbredningsområde är Ecuador. Inga underarter finns listade i Catalogue of Life.